# Argentat (tổng)
Tổng Argentat là một tổng của Pháp tọa lạc tại tỉnh Corrèze trong vùng Lumousin.

## Địa lý
Tổng này được tổ chức xung quanh Argentat trong quận Tulle. Độ cao khu vực này là 147 m (Monceaux-sur-Dordogne) à 637 m (Albussac) độ cao trung bình trên mực nước biển là 317 m.

## Hành chính
| Giai đoạn | Ủy viên      | Đảng | Tư cách            |
| --------- | ------------ | ---- | ------------------ |
| 2004-2011 | René Teulade | PS   | Thị trưởngArgentat |

### Kết quả bầu cử tổng này ngày 21 tháng 3 năm 2004
- René Teulade (PS), thị trưởngArgentat
- Jean-Claude Senaud (UMP)
- Jean Godeneche (FN)

## Phân chia đơn vị hành chính
Tổng Argentat được chia thành 11 xã và khoảng 6 026 người (điều tra dân số năm 1999 không tính trùng dân số).
| Xã                       | Dân số | Mã bưu chính | Mã insee |
| ------------------------ | ------ | ------------ | -------- |
| Albussac                 | 668    | 19380        | 19004    |
| Argentat                 | 3 125  | 19400        | 19010    |
| Forgès                   | 319    | 19380        | 19084    |
| Ménoire                  | 78     | 19190        | 19132    |
| Monceaux-sur-Dordogne    | 660    | 19400        | 19140    |
| Neuville                 | 187    | 19380        | 19149    |
| Saint-Bonnet-Elvert      | 166    | 19380        | 19186    |
| Saint-Chamant            | 511    | 19380        | 19192    |
| Saint-Hilaire-Taurieux   | 86     | 19400        | 19212    |
| Saint-Martial-Entraygues | 87     | 19400        | 19221    |
| Saint-Sylvain            | 139    | 19380        | 19245    |

## Thông tin nhân khẩu
| 1962                                                     | 1968  | 1975  | 1982  | 1990  | 1999  |
| -------------------------------------------------------- | ----- | ----- | ----- | ----- | ----- |
| 6 829                                                    | 7 376 | 6 927 | 6 498 | 6 317 | 6 026 |
| Nombre retenu à partir de 1962 : dân số không tính trùng |       |       |       |       |       |